# Boris Mishchenko
Boris Mishchenko (21 de junio de 1936-30 de enero de 2020) fue un deportista soviético que compitió en judo. Ganó tres medallas en el Campeonato Europeo de Judo entre los años 1962 y 1967.

## Palmarés internacional
| Campeonato Europeo | Campeonato Europeo | Campeonato Europeo | Campeonato Europeo |
| Año                | Lugar              | Medalla            | Categoría          |
| ------------------ | ------------------ | ------------------ | ------------------ |
| 1962               | Essen (RFA)        | Medalla de plata   | 1.er dan (A)       |
| 1963               | Ginebra (Suiza)    | Medalla de bronce  | +80 kg (A)         |
| 1967               | Roma (Italia)      | Medalla de bronce  | –93 kg             |